# Fecskék és Fruskák (sorozat)
Arthur Ransome angol író műve a tizenkét könyvből álló Fecskék és Fruskák sorozat, mely a nevét az első könyv címe után kapta (angolul Swallows and Amazons). A könyvek a két világháború között játszódnak, és 6-8 gyerekből álló baráti társaság iskolai szünidős kalandjait mutatják be nagyrészt angliai és skóciai helyszíneken. A történet általában szabadtéri tevékenységek, leginkább vitorlázás körül forog.
Peter Hunt, a Cardiffi Egyetem professor emeritusa szerint a sorozat „…‍megváltoztatta a brit irodalmat, átalakította egy egész generáció nézetét a szünidőről, segített kialakítani az angliai Lake District nemzeti arculatát és felírta Arthur Ransome nevét a klasszikus brit gyermekirodalmi szerzők listájára”.

## A sorozat kötetei
A sorozat könyvei közül 2014-ig tíz jelent meg magyarul, köztük a Swallowdale kétféle címmel.
| angol cím                                        | eredeti megjelenés | magyar cím                         | Magyarországon megjelent                 |
| ------------------------------------------------ | ------------------ | ---------------------------------- | ---------------------------------------- |
| Swallows and Amazons                             | 1930               | Fecskék és Fruskák                 | 1936, 1958, 1959, 1974, 1996, 2007, 2010 |
| Swallowdale                                      | 1931               | Fecske-völgy                       | 1976, 2008                               |
| Swallowdale                                      | 1931               | Fecskék és Fruskák, a felfedezők   | 1937, 1959, 1997                         |
| Peter Duck                                       | 1932               | Fecskék és Fruskák, a kincskeresők | 2011                                     |
| Winter Holiday                                   | 1933               | Téli szünidő                       | 1977, 1998, 2012                         |
| Coot Club                                        | 1934               | Szárcsaklub                        | 2014                                     |
| Pigeon Post                                      | 1936               | Galambposta                        | 1983, 1998, 2016                         |
| We Didn’t Mean to Go to Sea                      | 1937               | Nem akartunk tengerre szállni      | 1988, 1998 2018                          |
| Secret Water                                     | 1939               | Titkos-tenger                      | 2002                                     |
| The Big Six                                      | 1940               | -                                  | -                                        |
| Missee Lee                                       | 1941               | -                                  | -                                        |
| The Picts and the Martyrs: or Not Welcome At All | 1943               | Piktek és mártírok                 | 2003                                     |
| Great Northern?                                  | 1947               | Fecskék és Fruskák, a madárvédők   | 2010                                     |

A sorozathoz tartozó Coots in the North című regényt Ransome nem fejezte be 1967-ben bekövetkezett haláláig. 1988-ban jelent meg Angliában több más rövid művel együtt.

## Összefoglalás

Fecskék és Fruskák

A sorozat a Fecskék és Fruskák kötettel kezdődik, mely Angliában 1930-ban jelent meg, Magyarországon 1936-ban. A könyv a Fecske nevű vitorlás csónakon hajózó Walker gyerekek, és a Fruskán vitorlázó Blackett testvérek történetét mutatja be. A Walker testvérek a nyári szünetet egy tó melletti farmon töltik, míg a Blackett nővérek a túlsó parton élnek egy házban. Walkerék felfedezőknek tartják magukat, Blackették kalózoknak. A gyerekek a tó egyik szigetén találkoznak és kalandok sorát élik át, miközben a kalózos-felfedezős játékaikat beleszövik a két háború közti vidéki Anglia mindennapi életébe.
A sorozat további kalandjaiban a gyerekek változtatnak a szokásos szerepeiken és aranyásókká vagy sarkkutatókká válnak. A Téli szünidő regényben a csapat kibővül Dick és Dorothea Callummal, akik szintén a környéken töltik az iskolai szünetet. A testvéreket később (a nevük kezdőbetűje után) „Dék”-nek nevezik. Dick tudósnak vallja magát, Dorothea írónak.
Két könyv, a Szárcsaklub és a The Big Six csak a Callum gyerekek szünidős élményeit írja le és részletesen bemutatja az angliai Norfolk Broads területét. Két másik könyv Suffolkban és Essexben játszódik, az Orwell folyó körül; egy pedig elmesél egy átkelést az Északi-tengeren Hollandiába. Két további könyv, A kincskeresők és a Missee Lee, és esetleg A madárvédők is, a főszereplők egzotikus utazásainak képzeletbeli történetét mutatja be, úgy, ahogy feltehetőleg a gyerekek maguk képzelték el.

## Főszereplők

Fecske-völgy

### Fecskék
A Fecske legénységét a Walker család gyerekei, John, Susan, Titty és Roger alkotják. John, a legidősebb testvér a kapitány és többnyire ő a felelős a többiekért. Irányítja a csapatot, navigál az utakon, vezeti a hajónaplót. Susan a kormányos, feladata a felszerelés, a főzés és általában a csapat egészségéért, jólétéért felel. Ha szükséges, a kisebbeknek ő a „pótmamája”. Titty matróz a legfantáziadúsabb tagja a társaságnak, sokat képzelődik saját külön kalandjairól. Több regénynek is ő a hőse, ő nyeri meg a háborút a Fecskék és Fruskákban, ő találja meg a föld alatti forrást a Galambpostában. Roger, a legfiatalabb, eredetileg hajósinas, de a történet előrehaladtával matrózzá lép elő. Bridget, a kistestvérük, csak a későbbi regényekben csatlakozik a csapathoz. A sorozat elején még kétéves „hajóbébi” és „Vicky” becenéven emlegetik, mert hasonlít az idős Viktória királynőhöz.

### Fruskák
Nancy Blackett és húga, Peggy a Fruska (eredetileg Amazon) vitorlásról nevezték el magukat. Nancy igazi neve Ruth, de nem használja, mert nagybátyja szerint ez nem illik egy kalózhoz. Nancy kapitány erős egyéniség, fiús jellemvonásokkal, gyakran a Fecskéket is ő irányítja. Beszédében sok tengerész- és kalózkifejezést használ. Peggy kormányos (igazi neve Margaret) szeretne ugyanolyan keménynek látszani, mint Nancy, de gyakran szüksége van nővére bátorítására, hogy átvészelje a veszélyesebb kalandokat.

Téli szünidő

### Dék
A szereplők harmadik csoportja szintén egy testvérpár, Dick és Dorothea Callum, akik a sorozat negyedik könyvében, a Téli szünidőben mutatkoznak be. Ők alkotják a társaság „értelmiségi” részét. Dick műszaki és tudományos kérdésekben jeleskedik (például növény- és állathatározásban vagy ércolvasztásban), Dorothea pedig fantáziadús romantikus regényíró.
A Callum testvérek adják a kapcsolatot egy újabb helyszínnel és további szereplőkkel. A Fecskék és a Fruskák nélkül szerepelnek két könyvben (Szárcsaklub és a The Big Six). Ezekben Norfolk Broads területére utazva megismerik a Szárcsaklub tagjait: Tom Dudgeont; az ikreket, Portot és Starboardot; valamint három fiatal fiút, Joe-t, Billt és Pete-et.
Néhány kivételtől eltekintve a szereplők pontos életkora nincs megadva. Az első könyvben 7 (Roger) és 12–14 év (John és Nancy) között vannak. A gyerekek nőnek, ahogy a sorozat előrehalad; az utolsó könyv három-négy évvel később játszódik. A sorozatban mindössze két dátum olvasható, de ezek között ellentmondás van: az első könyvben 1929-es évet említenek, míg a Fecske-völgyben, ami a következő nyarat írja le, 1931-et olvashatunk. A másik következetlenség, hogy Bridget az első regényben kétéves, míg a kettő évvel később játszódó Titkos-tengerben már öt.
Bár a könyvekben a hangsúly a gyerekek tevékenységén van, sok – általában jóindulatú – felnőtt szereplő is megjelenik. Kiemelkedik közülük Bleckették nagybátyja, James Turner (Jim bácsi), akit bevonnak a kalandjaikba és Flint kapitánynak szólítanak, A kincses sziget kalóza után.

## Helyszínek

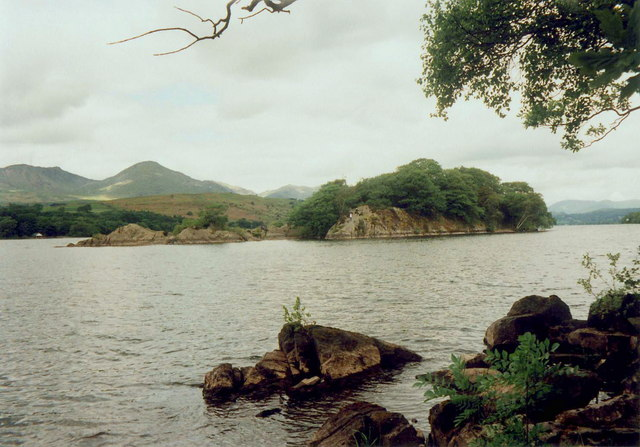
A Vadmacska-sziget valószínű eredetije
(Peel Island a Coniston tavon)

A sorozat különös érdekessége, hogy szoros kapcsolatban áll a valódi élettel. A szereplők és a helyszínek nagy része visszavezethető Ransome életének eseményeire és a precíz összefüggésekről sok vita és elmélet született. A sorozatnak annyira jellemző tulajdonsága a feltétlen hitelesség, hogy az olvasók egy részét zavarhatja, ha esetleg talál olyan kisebb részletet, ami nem pontosan felel meg a valóságnak.
A Fecskék és Fruskák, valamint a sorozat négy további könyve egy meg nem nevezett tavon és környékén játszódik az angliai Lake District területén. A Coots in the North nagyobb részének szintén a tó lenne a helyszíne, ha Ransome befejezte volna a halála előtt. A tavat és a környező fennsíkokat Ransome a Windermere és a Coniston tavakról formálta, ahol gyerekkorában és később hosszú időt töltött. A regények számos helyszíne azonosítható a valódi területen, bár a szerző módosította azokat a kitalált történetnek megfelelően. Általánosságban a tó földrajza a Windermere-re hasonlít (noha a Vadmacska-sziget leírásának sok eleme a Conistoni Peel Islandről származik), míg a közeli fennsíkok és hegyek inkább a Coniston környékére emlékeztetnek.

A kincskeresők

A Szárcsaklub és a The Big Six könyvekben nem szerepelnek sem Walkerék, sem Blackették, hanem a Callum testvérek jelenléte kapcsolja a Fecskék és Fruskák sorozathoz. A regények pontosan ábrázolják Norfolk Broads vidékét, különösen Horning falucskát és a környező folyókat, tavakat. A Coots in the North szintén itt kezdődik, mielőtt a szereplők északra mennek a tóhoz.
A Nem akartunk tengerre szállni és a Titkos-tenger kötetek helyszíne Suffolk és Essex megyék partvidéke. Az előbbit kiegészíti egy tengeri átkelés a hollandiai Vlissingenbe, az utóbbit pedig a Walton-on-the-Naze város melletti Hamford Water szigeteinek felfedezése.
A kincskeresők és a Missee Lee regények a Vadmacska szkúner útját írják le a Karib-térségbe és a Dél-kínai-tengerre. A sorozat egyéb részeitől eltérően ezeknek a könyveknek a cselekménye mese-a-mesében (metafikció). Ransome eredetileg úgy tervezte, hogy a történeteknek a gyerekek a szerzőik, de a művek végül a sorozat folytatásaként jelentek meg, bár sok tekintetben eltérő módon. A legnyilvánvalóbb a félelem és erőszak kismértékű megjelenése, ami láthatóan hiányzik a többi könyvből. Mindkét kötet elején a „Fecskéktől és Fruskáktól kapott információk alapján” megjegyzés olvasható, ami nem szerepel a többi regényben.

Szárcsaklub

A legutolsó befejezett könyv, a Madárvédők a Külső-Hebridákon játszódik, Skócia nyugati partjainál. Ezt a könyvet gyakran sorolják a metafikciós stílusú Kincskeresők és Missee Lee mellé, mert a történet szerint a gyerekek távol vannak az iskolától a madarak fészekrakási időszakában, ami tanítási időre esik. Másik oka a lőfegyverek használata, ami a cselekmény szempontjából elfogadható, de ellentétes a sorozat nagyobb részének békés kalandjaival.

## Filmek
1963-ban a BBC egy hatrészes sorozatot alkotott a Fecskék és Fruskák regényből, majd 1973-ban az EMI elkészítette a könyv filmváltozatát, mely a következő évben jelent meg.
A BBC 1984-ben megfilmesítette a Coot Club és a The Big Six regényeket. A kétszer négy epizódból álló sorozat Swallows and Amazons Forever! (Fecskék és Fruskák mindörökké!) címet kapta annak ellenére, hogy se a Fecskék, se a Fruskák nem szerepelnek benne.

## Fordítás
- Ez a szócikk részben vagy egészben  a   Swallows and Amazons series című angol Wikipédia-szócikk ezen változatának fordításán alapul.  Az eredeti cikk szerkesztőit annak laptörténete sorolja fel. Ez a jelzés csupán a megfogalmazás eredetét és a szerzői jogokat jelzi, nem szolgál a cikkben szereplő információk forrásmegjelöléseként.